# Maximilian Bircher-Benner
Maximilian Oskar Bircher-Benner (22. srpna 1867, Aarau, Švýcarsko – 24. ledna 1939, Curych, Švýcarsko) byl švýcarský lékař a průkopník ve stravovacím výzkumu. Ve svém sanatoriu v Curychu používal k uzdravování pacientů vyváženou stravu syrové zeleniny a ovoce, což bylo v rozporu s obecným přesvědčením na konci 19. století.
Jeho nejznámější vynález byly müsli cereálie, ačkoliv se lišily od toho, co dnes známe jako müsli, a ve Švýcarsku výslovně jako Bircher Müesli.
Bircher-Benner změnil stravovací návyky konce 19. století. Požadoval, aby se místo množství masa a bílého chleba jedlo ovoce, zelenina a oříšky. Jeho představa zahrnovala nejen kontrolu stravy, ale také spartánskou fyzickou zdatnost. V jeho curyšském sanatoriu pacienti dodržovali také poněkud klášterní denní rozvrh, včetně včasného spaní (21:00), tělesné výchovy a aktivní zahradnické práce. Jeho teorie života byla založena na harmonii mezi člověkem a přírodou. Některé jeho myšlenky pocházejí ze sledování každodenního života pastýřů ve švýcarských Alpách, kteří žili výrazně jednoduchý, ale zdravý život.
Na konci 20. století, po uzavření sanatoria, se z něj stal na krátkou dobu studentský hostel. Poté byl odkoupen firmou Zurich Financial Services a nyní je znám jako Curych Development Center a je používán pro různé vzdělávací účely. Centrum také zastřešovalo rozsáhlé soukromé umělecké sbírky.